# Vincenzo Olivicciani
Vincenzo Olivicciani, detto Vincenzino (Pescia, gennaio 1647 – 12 aprile 1726), è stato un cantante castrato italiano.

## Biografia
Allievo di Giacomo Carissimi a Roma, Vincenzo Olivicciani ha fatto il suo debutto nel 1661 nell'Orontea di Antonio Cesti e fu al servizio dei Medici dal 1664 al 1666 e poi ancora dal 1669 al 1724.
Presumibilmente, fu grazie a Cesti che Olivicciani giunse alla corte viennese di Leopoldo I, cantando il ruolo di Venere ne Il pomo d'oro di Cesti in occasione del matrimonio dell'imperatore con Margherita Teresa di Spagna. Tra gli anni 1660 e 1680 cantò a Vienna in diverse occasioni e nel 1670 divenne il sopranista ufficiale della Wiener Hofmusikkapelle, di cui fu il cantore più pagato con un salario di 3320 fiorini nel 1687. 
A Vienna cantò spesso con Giulia Masotti, con cui si esibì anche durante le celebrazioni per il compleanno dell'imperatore nel 1674, cantando ne Il ratto delle Sabine di Antonio Draghi e Nicolò Minato. Olivicciani era un cantante molto richiesto, come rivelano i numerosi tentativi della famiglia Corner di accaparrarsi i suoi servigi per il Teatro San Luca a Venezia. Ancora attivo nonostante l'età avanzata, nel 1708 il sessantenne Olivicciani cantò La Presa di Tebe di Bononcini a Vienna. Nel 1711 si ritirò dalle scene e ricevette una pensione dall'imperatore. Stando ad alcune fonti si sarebbe ritirato in un convento prima della morte a Firenze nel 1726.